# Raimundas-Sargūnas-Sportgymnasium Panevėžys
Das Raimundas-Sargūnas-Sportgymnasium Panevėžys (litauisch Panevėžio Raimundo Sargūno sporto gimnazija) ist ein Sportgymnasium in der fünftgrößten litauischen Stadt Panevėžys. Nach mindestens zwölf Schuljahren erreicht man mit dem Abitur die Hochschulreife. Zur Schule gehört ein Wohnheim. Auswärtige Schüler werden dort kostenlos untergebracht und verpflegt.

## Sportbildung
Am Gymnasium lernen Schüler aus der Stadt Panevėžys, der Rajongemeinde Panevėžys und aus ganz Litauen. Die Schule hat die Klassen 6 bis 12. Aufgenommen werden  sportlich begabte Schüler. Die Kandidaten absolvieren die EUROFIT-Tests zur körperlichen Leistungsfähigkeit und zu ausgewählten Sportarten.
Die Schüler werden von hochqualifizierten und erfahrenen Trainern ausgebildet. Sie nehmen an Camps und Wettbewerben teil. Sei werden sportärztlich betreut, der Unterrichts- und Trainingsplan abgestimmt etc. Die Schüler verbessern ihre Sportlichkeit in den Sportarten Radfahren (Straße und Bahn), Fußball, Boxen, Kajak- und Kanufahren, Judo, Basketball, Leichtathletik, Schwimmen, Handball, Tischtennis, Triathlon, griechisch-römisches Ringen und Gewichtheben/Schwerathletik.

## Geschichte
Am 27. März 2014 wurde die Sportmittelschule Panevėžys (Panevėžio sporto vidurinė mokykla) vom Rat der Stadtgemeinde Panevėžys errichtet und am 7. April 2014 im Litauischen Register der juristischen Personen eingetragen.
Die Aufnahme von Schülern begann am 12. Mai 2014. Die Schüler wurden in den Klassen 6–11 zu 13 Sportarten zugelassen. Insgesamt wurden 140 Kinder aufgenommen, 40 blieben als Kandidaten in der Warteliste. Am 1. September 2014 gab es 172 Schüler, die überwiegende Mehrheit davon waren Kinder aus der Region Panevėžys. 85 Schüler kamen aus anderen Regionen des Landes, sie wohnten im Schulheim der Sportschule. Das Personal der Bildungseinrichtung bestand aus 26 Trainern und 21 allgemeinbildenden Lehrern.
Am 1. September 2015 wurde die Schule zum Gymnasium (Panevėžio Raimundo Sargūno sporto gimnazija). Die Schule wurde auf Beschluss des Gemeinderates von Panevėžys umgewandelt und nach dem Basketballtrainer Raimundas Sargūnas (1931–2002) benannt. Neben dem Schulgebäude steht ein Denkmal zur Erinnerung an den Trainer (Bildhauer Algimantas Vytėnas). Sargūnas war Trainer am sowjetischen Sportinternat Panevėžys.
2016 wurde das Gymnasium von Trainern und Sportfunktionären des nationalen Basketballverbands besucht, wobei die mögliche engere Kooperation besprochen wurde. Das Sportgymnasium Panevėžys wird ein Trainingszentrum für junge Basketballspieler sein (wie andere Sportschulen in Vilnius, Kaunas und Klaipėda), indem es neue Mitglieder für litauische Basketballnationalmannschaften unterschiedlichen Alters vorbereitet.
2023 waren 100 Mitarbeiter am Gymnasium beschäftigt (2018: 118 Mitarbeiter).

## Schüler
- Akvilė Andriukaitytė (* 2000), Sprinterin